# Da'at Miqra
El Da'at Miqra (hebreu: דעת מקרא‎, literalment significa "Coneixement de les Escriptures") és una sèrie de volums de comentaris bíblics en llengua hebrea publicats pel Mossad Harav Kook, amb seu a Jerusalem, i constitueix una pedra angular de l'erudició bíblica ortodoxa israeliana contemporània. El projecte va ser dirigit per Yehuda Kiel, que va rebre el Premi Israel per la seva participació en l'empresa.